# 韋爾瓦河

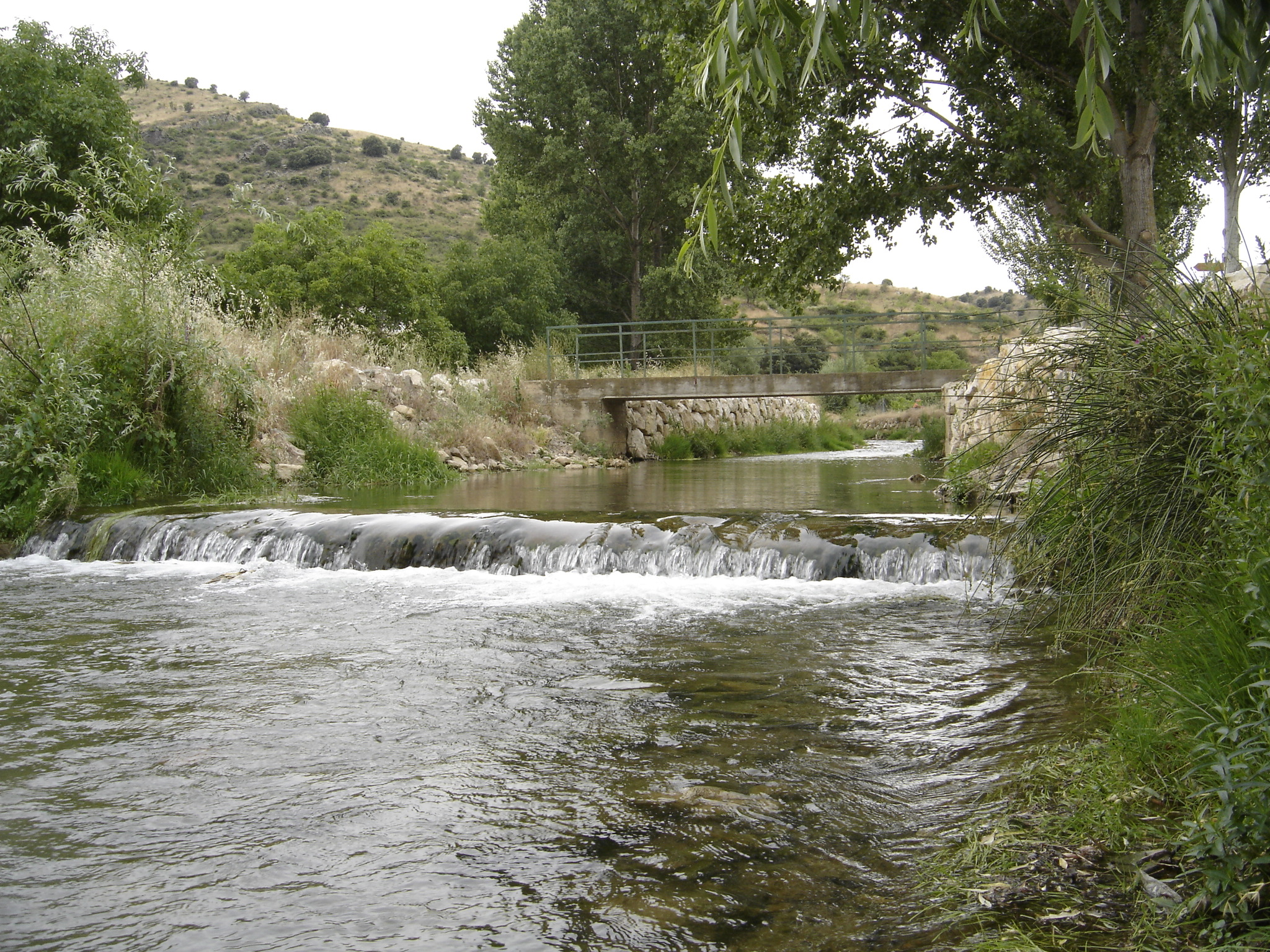
韋爾瓦河比斯塔韋利亞鎮段

韋爾瓦河（西班牙語：Río Huerva）是西班牙的河流，位於該國東北部阿拉貢自治區，屬於埃布羅河的支流，河道全長128公里，流域面積1,020平方公里，平均流量每秒0.84立方米。